# Dungeon Master II: The Legend of Skullkeep
Dungeon Master II: The Legend of Skullkeep is een computerspel voor verschillende platforms. Het spel werd uitgebracht in 1994.

## Platforms
| Jaar | Platform              |
| ---- | --------------------- |
| 1993 | PC-98                 |
| 1994 | FM Towns, Mega-CD     |
| 1995 | Amiga, DOS, Macintosh |

## Ontvangst
| Beoordeeld door       | Platform  | Datum            | Score |
| --------------------- | --------- | ---------------- | ----- |
| High Score            | DOS       | oktober 1995     | 100%  |
| Amiga Joker           | Amiga     | september 1995   | 85%   |
| Amiga Games           | Amiga     | september 1995   | 84%   |
| PC Player (Duitsland) | DOS       | augustus 1995    | 77%   |
| Power Play            | DOS       | augustus 1995    | 71%   |
| All Game Guide        | Macintosh | 1998             | 70%   |
| Coming Soon Magazine  | DOS       | 15 augustus 1996 | 64%   |
| Quandary              | DOS       | november 1995    | 60%   |
| GameSpot              | DOS       | 1 mei 1996       | 50%   |
| All Game Guide        | SEGA CD   | 1998             | 40%   |